# Megachile kirbiella
Megachile kirbiella är en biart som beskrevs av Rayment 1935. Megachile kirbiella ingår i släktet tapetserarbin, och familjen buksamlarbin. Inga underarter finns listade i Catalogue of Life.